# Wes Parker
Maurice Wesley Parker III (ur. 13 listopada 1939) – amerykański baseballista, który występował na pozycji pierwszobazowego.
Przed rozpoczęciem sezonu 1963 podpisał kontrakt jako wolny agent z Los Angeles Dodgers, w którym zadebiutował 19 kwietnia 1954 w meczu przeciwko Milwaukee Braves jako pinch runner. W 1965 zagrał we wszystkich meczach World Series, w których Dodgers pokonali Minnesota Twins 4–3. W latach 1967–1972 zdobywał Złotą Rękawicę.
W sezonie 1970 zaliczył najwięcej double'i w MLB, a w głosowaniu do nagrody MVP National League zajął 5. miejsce. 7 maja 1970 w meczu z New York Mets na Shea Stadium zaliczył cycle; kolejnym zawodnikiem Dodgers, który tego dokonał był Orlando Hudson w 2009 roku. W 1973 był sprawozdawcą z meczów Cincinnati Reds. W sezonie 1974 grał w zespole NPB Nankai Hawks, w którym uzyskał średnią uderzeń 0,301, zdobył 14 home runów i otrzymał Złotą Rękawicę w Pacific League.
W późniejszym okresie był komentatorem dla stacji NBC (1978–1979) i USA Network (1980–1983). W 2007 został wybrany do All-Time Rawlings Gold Glove Team, drużyny powstałej z okazji pięćdziesiątej rocznicy pierwszego przyznania Złotej Rękawicy w MLB.
| Nagroda/wyróżnienie       | Lata                               | Źródło |
| Zwycięzca w World Series  | 1965                               | [ 3 ]  |
| 6× Gold Glove Award       | 1967, 1968, 1969, 1970, 1971, 1972 | [ 1 ]  |
| Lou Gehrig Memorial Award | 1972                               | [ 7 ]  |